# أجاي
أجاي هو أحد بطاركة كنيسة المشرق المذكورين في القرن الأول الميلادي، ذكر أنه أصبح بطريرك لكنيسة المشرق في القرن الأول الميلادي من سنة 66 إلى سنة 81 ميلادية وقد كان أحد تلاميذ أداي أحد تلاميذ المسيح السبعين مع ماري الرسول، بشر بالمسيح في أحد أماكن في الشرق من بلاد النهرين وبلاد فارس والهند، حسب إبن العبري أنه تم قتله من قبل خليفة أبجر السادس ملك الرها خليفة وابن أبجر الخامس الذي طالبه أثناء ترحاله بتجارة القماش الصيني وبسبب رفضه قام ابن أبجر بإعدامه.